# Jan Schmid

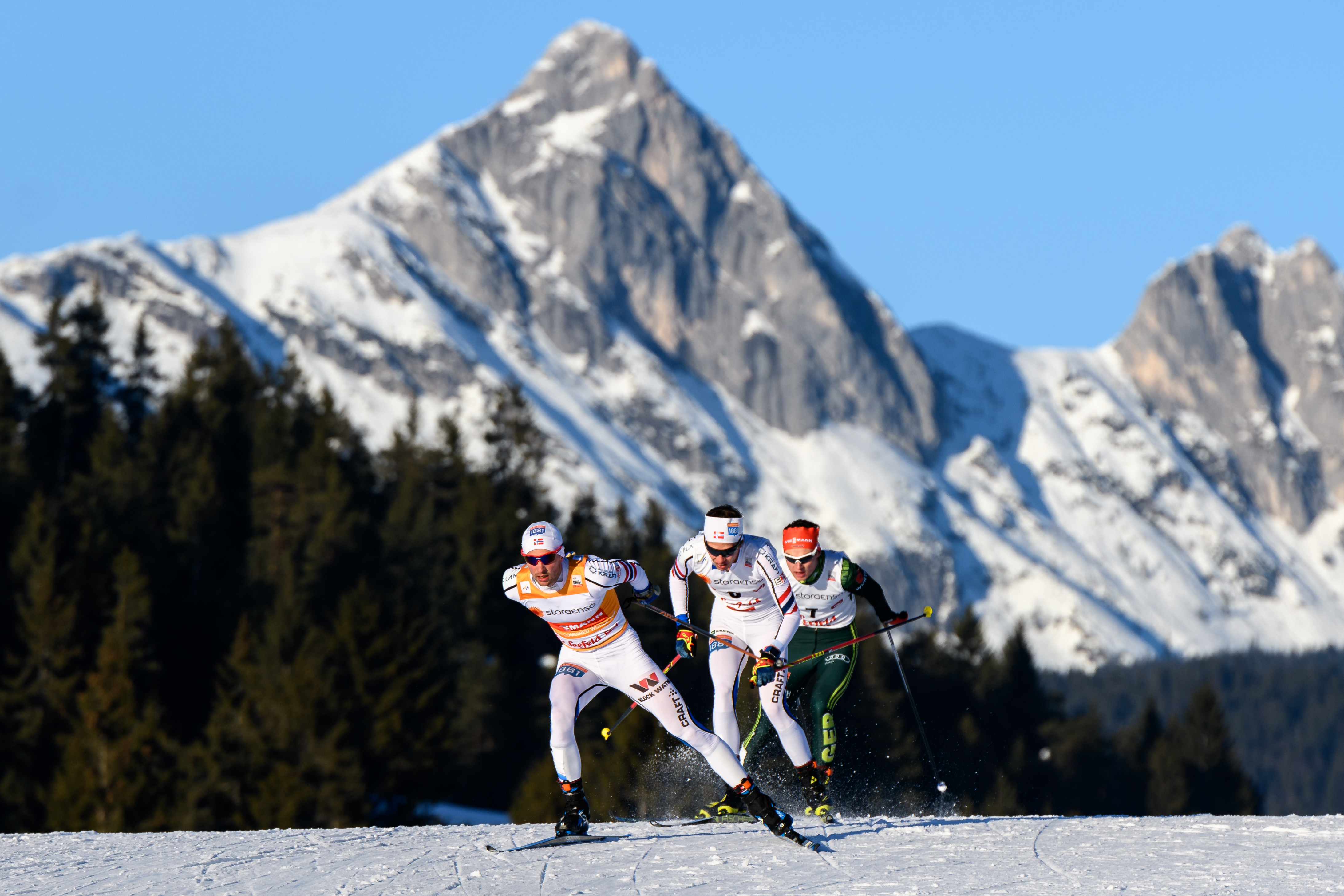
Jan Schmid (links) tijdens een wereldbekerwedstrijd in Seefeld.

Jan Schmid (Trondheim, 24 november 1983) is een Noors-Zwitserse noordse combinatieskiër. Hij vertegenwoordigde Zwitserland op de Olympische Winterspelen 2002 in Salt Lake City en op de Olympische Winterspelen 2006 in Turijn. Op de Olympische Winterspelen 2010 in Vancouver en op de Olympische Winterspelen 2018 in Pyeongchang vertegenwoordigde hij Noorwegen.

## Carrière
Schmid maakte in december 2001 in Oberwiesenthal zijn wereldbekerdebuut, een week later scoorde hij in Schonach zijn eerste wereldbekerpunten. Tijdens de Olympische Winterspelen van 2002 in Salt Lake City eindigde hij samen met Andreas Hurschler, Ronny Heer en Ivan Rieder op de zevende plaats in de teamwedstrijd. In Val di Fiemme nam de Zwitser deel aan de wereldkampioenschappen noordse combinatie 2003, op dit toernooi eindigde hij als 27e op de Gundersen en als dertigste op de sprint. In november 2003 finishte Schmid voor de eerste maal in de toptien van een wereldbekerwedstrijd. Op de wereldkampioenschappen noordse combinatie 2005 in Oberstdorf eindigde de Zwitser als 29e op de Gundersen en als 32e op de sprint, samen met Andreas Hurschler, Ronny Heer en Ivan Rieder eindigde hij als zesde in de teamwedstrijd. Tijdens de Olympische Winterspelen van 2006 in Turijn eindigde Schmid samen met Ivan Rieder, Ronny Heer en Andreas Hurschler op de vierde plaats in de teamwedstrijd.

### Overstap naar Noorwegen
Nadat progressie uitbleef, besloot Schmid om in het vervolg van zijn carrière voor zijn geboorteland Noorwegen uit te komen, in november 2006 debuteerde hij bij de wereldbekerwedstrijd in Kuusamo als Noor. In december 2008 stond Schmid in Ramsau voor de eerste maal op het wereldbekerpodium. Op de wereldkampioenschappen noordse combinatie 2009 in Liberec veroverde de Noor de zilveren medaille op de gundersen normale schans, op de gundersen grote schans eindigde hij als twaalfde en op de massastart als dertiende. Samen met Mikko Kokslien, Petter Tande en Magnus Moan sleepte hij de bronzen medaille in de wacht in de teamwedstrijd. Tijdens de Olympische Winterspelen van 2010 in Vancouver eindigde Schmid als 23e op de gundersen normale schans, in de landenwedstrijd eindigde hij samen met Espen Rian, Petter Tande en Magnus Moan op de vijfde plaats.
In Oslo nam Schmid deel aan de wereldkampioenschappen noordse combinatie 2011. Op dit toernooi eindigde hij als veertiende op de gundersen grote schans en als 24e op de gundersen normale schans. In beide landenwedstrijden behaalde hij samen met Mikko Kokslien, Håvard Klemetsen en Magnus Moan de bronzen medaille. Op 10 december 2011 boekte de Noor in Ramsau zijn eerste wereldbekerzege.
Op de wereldkampioenschappen noordse combinatie 2015 in Falun eindigde Schmid als 31e op zowel de gundersen normale schans als op de gundersen grote schans. Tijdens de Olympische Winterspelen van 2018 in Pyeongchang eindigde hij als elfde op de gundersen grote schans en als 25e op de gundersen norde Nmale schans. Samen met Espen Andersen, Jarl Magnus Riiber en Jørgen Gråbak veroverde hij de zilveren medaille in de landenwedstrijd.
In Seefeld nam de Noor deel aan de wereldkampioenschappen noordse combinatie 2019. Op dit toernooi behaalde hij de zilveren medaille op de gundersen normale schans, op de gundersen grote schans eindigde hij op de zestiende plaats. In de landenwedstrijd werd hij samen met Espen Bjørnstad, Jørgen Gråbak en Jarl Magnus Riiber wereldkampioen, samen met Jarl Magnus Riiber sleepte hij de zilveren medaille in de wacht op de teamsprint.

## Resultaten

### Olympische Spelen
| Jaar | Plaats         | Resultaten                                 |
| ---- | -------------- | ------------------------------------------ |
| 2002 | Salt Lake City | 7e Team                                    |
| 2006 | Turijn         | 4e Team                                    |
| 2010 | Vancouver      | 23e Gundersen NH 5e Team                   |
| 2018 | Pyeongchang    | 25e Gundersen NH · 11e Gundersen LH · Team |

### Wereldkampioenschappen
| Jaar | Plaats        | Resultaten                                              |
| ---- | ------------- | ------------------------------------------------------- |
| 2003 | Val di Fiemme | 27e 15 km Gundersen 30e 7,5 km Sprint                   |
| 2005 | Oberstdorf    | 29e 15 km Gundersen 32e 7,5 km Sprint 6e Team           |
| 2009 | Liberec       | Gundersen NH · 12e Gundersen LH · 13e massastart · Team |
| 2011 | Oslo          | 24e Gundersen NH · 14e Gundersen LH · Team NH · Team LH |
| 2015 | Falun         | 31e Gundersen NH 31e Gundersen LH                       |
| 2019 | Seefeld       | 21e Gundersen NH · Gundersen LH · Team · Teamsprint     |

### Wereldbeker
Eindklasseringen
| Seizoen   | Plaats |
| --------- | ------ |
| 2001/2002 | 37e    |
| 2002/2003 | 47e    |
| 2003/2004 | 18e    |
| 2004/2005 | 34e    |
| 2005/2006 | 30e    |
| 2006/2007 | 24e    |
| 2007/2008 | 22e    |
| 2008/2009 | 7e     |
| 2009/2010 | 17e    |
| 2010/2011 | 8e     |
| 2011/2012 | 9e     |
| 2012/2013 | 27e    |
| 2013/2014 | 14e    |
| 2014/2015 | 7e     |
| 2015/2016 | 8e     |
| 2016/2017 | 23e    |
| 2017/2018 | Zilver |
| 2018/2019 | 14e    |

Wereldbekerzeges
| Datum            | Plaats        | Onderdeel       |
| ---------------- | ------------- | --------------- |
| 10 december 2011 | Ramsau        | 10 km Gundersen |
| 3 maart 2012     | Lahti         | 10 km Gundersen |
| 14 januari 2018  | Val di Fiemme | 10 km Gundersen |
| 20 januari 2018  | Chaux-Neuve   | 10 km Gundersen |
| 4 februari 2018  | Hakuba        | 10 km Gundersen |